# Copa da Escócia de 1883–84
A Copa da Escócia de 1883-84 foi a 11º edição do torneio mais antigo do futebol da Escócia. O campeão foi o Queen's Park F.C., que conquistou seu 7º título na história da competição ao vencer por W.O. a final contra o Vale of Leven F.C..

## Premiação
| Copa da Escócia de 1883-84            |
| Escócia                               |
| ------------------------------------- |
| Queen's Park F.C. Campeão (7º título) |